# Rod Laver
Rodney „Rod“ George Laver, AC (* 9. August 1938 in Rockhampton, Queensland, Australien) ist ein ehemaliger australischer Tennisspieler.
Laver, der zwischen 1963 und 1967 als professioneller Tennisspieler nicht an Grand-Slam-Turnieren teilnehmen durfte, war 1962 der zweite Spieler nach Donald Budge, der alle vier Turniere dieser Serie in einer Saison gewinnen konnte, und ist der einzige Spieler in der Tennisgeschichte, dem dieser Erfolg noch ein zweites Mal in seiner Karriere gelang (1969). Insbesondere durch diese Erfolge gilt Laver als einer der besten Spieler der späten 1950er und 1960er Jahre und neben Pancho Gonzales, Roger Federer, Rafael Nadal und Novak Đoković als einer der besten Spieler der Tennishistorie.
In seiner 23 Jahre umspannenden Karriere erzielte Laver einen Rekord von rund 200 Einzeltiteln, von denen allerdings nur 72 in der offiziellen ATP-Statistik geführt werden, darunter 11 Grand-Slam-Turniere im Einzel und 6 Titel dieser Kategorie im Doppel. Zudem gewann er dreimal im Mixed-Doppel.

## Tenniskarriere
Rod Laver wurde im August 1938 geboren, etwa einen Monat vor dem historischen Grand-Slam-Gewinn durch Donald Budge. Schon als Jugendspieler machte Laver erfolgreich auf sich aufmerksam, indem er im Alter von 17 Jahren 1956 die US-Junior Championship gewinnen konnte. Es dauerte drei Jahre, bis er auch auf der Erwachsenentour erste große Erfolge verzeichnen konnte – nach seiner Finalteilnahme in Wimbledon 1959, aber endgültig durch den Sieg bei den Australian Open 1960 sowohl im Einzel als auch im Doppel wurde er zu den besten Spielern in seinem Sport gezählt. Diesen Eindruck konnte er im weiteren Verlauf der Saison 1960 weiter bestätigen, als er erneut in Wimbledon und auch bei den US Open das Finale erreichte, allerdings beide Spiele verlor. In der Saison 1961 folgten drei weitere Finalteilnahmen bei Grand-Slam-Turnieren, wobei Laver diesmal in Australien und erneut in Forest Hills unterlegen war, in Wimbledon bei seinem dritten Finaleinzug in Folge aber erstmals das Turnier gewinnen konnte.
Die Saison 1962 sollte die mit Abstand beste Saison in Lavers bisheriger Tenniskarriere werden. Insgesamt 21 Turniersiege waren am Ende der Saison in Lavers Statistik verzeichnet, darunter Siege bei allen vier Grand-Slam-Turnieren, womit Laver 24 Jahre nach Don Budge der zweite Spieler wurde, dem der Gewinn des Grand-Slams gelang. Die größte Schwierigkeit offenbarte sich Laver dabei in Roland Garros, wo er im Turnierverlauf drei Spiele hintereinander über die volle Distanz von fünf Sätzen gezwungen wurde. Im Finale gegen Roy Emerson konnte er noch einen deutlichen 0-2 Satzrückstand drehen.
| Jahr                                                 | Tennisspieler(in)                             | Wettbewerb     |
| ---------------------------------------------------- | --------------------------------------------- | -------------- |
| 1938                                                 | Don Budge                                     | Herreneinzel   |
| 1951                                                 | Ken McGregor Frank Sedgman                    | Herrendoppel   |
| 1953                                                 | Maureen Connolly                              | Dameneinzel    |
| 1960                                                 | Maria Bueno mit verschiedenen Partnerinnen    | Damendoppel    |
| 1962                                                 | Rod Laver                                     | Herreneinzel   |
| 1963                                                 | Margaret Smith Ken Fletcher                   | Mixed          |
| 1965                                                 | Margaret Smith mit verschiedenen Partnern     | Mixed          |
| 1967                                                 | Owen Davidson mit verschiedenen Partnerinnen  | Mixed          |
| 1969                                                 | Rod Laver                                     | Herreneinzel   |
| 1970                                                 | Margaret Court                                | Dameneinzel    |
| 1983                                                 | Stefan Edberg                                 | Junioreneinzel |
| 1984                                                 | Martina Navratilova Pam Shriver               | Damendoppel    |
| 1988                                                 | Steffi Graf                                   | Dameneinzel    |
| 1998                                                 | Martina Hingis mit verschiedenen Partnerinnen | Damendoppel    |
|  mit verschiedenen Partnern  Golden Slam fett Einzel |                                               |                |

| Rang                      | Spieler       | Titel |
| ------------------------- | ------------- | ----- |
| 1.                        | Novak Đoković | 24    |
| 2.                        | Rafael Nadal  | 22    |
| 3.                        | Roger Federer | 20    |
| 4.                        | Pete Sampras  | 14    |
| 5.                        | Roy Emerson   | 12    |
| 6.                        | Björn Borg    | 11    |
| 6.                        | Rod Laver     | 11    |
| 8.                        | Bill Tilden   | 10    |
| Stand: 10. September 2023 |               |       |

Nach dem Gewinn des Grand-Slams entschied sich Laver 1963 für einen Wechsel auf die Profitour, was unter anderem auch zur Folge hatte, dass er bis zum Beginn der Open-Ära 1968 nicht mehr an Grand-Slam-Turnieren teilnehmen durfte. Viele Experten gehen davon aus, dass Laver heute wesentlich mehr Grand-Slam-Turniersiege in seiner Statistik vorweisen könnte, wenn er weiterhin an der Amateur-Tour teilgenommen hätte. In den folgenden Jahren lieferte sich Laver viele sehenswerte Matches mit den Stars der Profitour, insbesondere seinem Landsmann Ken Rosewall, sowie dem Amerikaner Pancho Gonzales, der die Profitour in den letzten Jahren dominiert hatte. Trotz anfänglicher Schwierigkeiten in Duellen mit diesen Spielern konnte Laver bald auch auf der Profitour große Erfolge feiern und unter anderem die U.S. Pro Singles fünfmal gewinnen.
Im Jahr 1968 durften erstmals wieder Profispieler an den Grand-Slam-Turnieren teilnehmen, und Laver spielte sich bereits in dieser ersten Saison der Open-Ära in die Turnierfinals in Wimbledon und Roland Garros. Bei den French Open musste er sich Ken Rosewall geschlagen geben, doch in Wimbledon schlug er seinen Landsmann Tony Roche und sicherte sich damit seinen dritten Wimbledon-Titel. 1969 gelang Laver der zweite Grand-Slam-Gewinn seiner Karriere, im historischen Rückblick noch wertvoller als der erste Erfolg, da er nun auch die Rivalen aus der Profitourzeit überwinden musste. In den folgenden Jahren konnte Laver weiter regelmäßig Turniersiege vorweisen, weitere Erfolge bei den Grand-Slam Turnieren blieben allerdings aus. Nach der Einführung der offiziellen Tennisweltrangliste im Jahr 1973 konnte sich Laver bis auf Platz 3 dieser Liste vorspielen und blieb bis 1975 unter den besten zehn Spielern der Weltrangliste.
1973 führte Laver die australische Mannschaft zum fünften Mal in seiner Karriere zum Sieg beim Davis Cup. Zuvor hatte er seine Mannschaft von 1959 bis 1962 bereits viermal in Folge zum Sieg geführt.

## Rekorde
Laver gewann in seiner Karriere insgesamt 198 Einzeltitel und erreichte 286 Finals, beides Allzeit-Rekorde. Zudem ist er der einzige Spieler der den Grand Slam zweimal gewann (1962, 1969). Nur Rafael Nadal, Novak Đoković, Roy Emerson und Laver triumphierten in ihrer Karriere bei jedem der Grand-Slam-Turniere mindestens zweimal. Laver gewann 1969 18 Titel in einer Saison, welches den Open-Era-Rekord darstellt. Er holte in sechs Saisons mindestens 15 Titel und von 1964 bis 1970 jedes Jahr mindestens zehn Titel.

## Erfolge
Nachfolgend werden die Erfolge bei Grand-Slam-Turnieren und seit Beginn der Open Era aufgeführt.
| Legende                |
| Saisonendveranstaltung |
| Grand Slam (20)        |
| Open-Era-Turniere (93) |

| Titel nach Belag |
| Hartplatz (35)   |
| Rasen (21)       |
| Sand (26)        |
| Teppich (31)     |

### Einzel

#### Turniersiege
| Nr  | Datum              | Turnier                                         | Platzbelag | Finalgegner      | Ergebnis                |
| --- | ------------------ | ----------------------------------------------- | ---------- | ---------------- | ----------------------- |
| 1.  | 18. Januar 1960    | Australian Championships (1)                    | Rasen      | Neale Fraser     | 5:7, 3:6, 6:3, 8:6, 8:6 |
| 2.  | 26. Juni 1961      | Wimbledon (1)                                   | Rasen      | Chuck McKinley   | 6:3, 6:1, 6:4           |
| 3.  | 1. Januar 1962     | Australian Championships (2)                    | Rasen      | Roy Emerson      | 8:6, 0:6, 6:4, 6:4      |
| 4.  | 21. Mai 1962       | Internationale französische Meisterschaften (1) | Sand       | Roy Emerson      | 3:6, 2:6, 6:3, 9:7, 6:2 |
| 5.  | 25. Juni 1962      | Wimbledon (2)                                   | Rasen      | Martin Mulligan  | 6:2, 6:2, 6:1           |
| 6.  | 21. Mai 1962       | U.S. National Championships (1)                 | Rasen      | Roy Emerson      | 6:2, 6:4, 5:7, 6:4      |
| 7.  | 18. März 1968      | São Paulo (1)                                   | Sand       | Pancho Gonzales  | 7:5, 5:7, 6:4           |
| 8.  | 23. März 1968      | Buenos Aires                                    | Sand       | Pancho Gonzales  | 7:5, 5:7, 6:4           |
| 9.  | 17. April 1968     | Wembley (1)                                     | Hartplatz  | Ken Rosewall     | 6:3, 10:8               |
| 10. | 2. Mai 1968        | Wembley (2)                                     | Hartplatz  | Ken Rosewall     | 6:0, 6:1, 6:0           |
| 11. | 15. Mai 1968       | New York                                        | Teppich    | Ken Rosewall     | 4:6, 6:3, 9:7, 6:4      |
| 12. | 12. Juni 1968      | Boston (1)                                      | Rasen      | John Newcombe    | 6:4, 6:4, 9:7           |
| 13. | 24. Juni 1968      | Wimbledon (3)                                   | Rasen      | Tony Roche       | 6:3, 6:4, 6:2           |
| 14. | 7. Juli 1968       | Paris                                           | Sand       | John Newcombe    | 6:2, 6:2, 6:3           |
| 15. | 14. September 1968 | Los Angeles (1)                                 | Hartplatz  | Ken Rosewall     | 4:6, 6:0, 6:0           |
| 16. | 4. Oktober 1968    | Corpus Christi                                  | Hartplatz  | Andrés Gimeno    | 6:2, 6:4                |
| 17. | 21. Oktober 1968   | São Paulo (2)                                   | Sand       | Andrés Gimeno    | 6:2, 2:6, 6:3           |
| 18. | 27. Oktober 1968   | La Paz                                          | Sand       | Andrés Gimeno    | 6:4, 3:6, 7:5           |
| 19. | 7. Dezember 1968   | Nashville                                       | Teppich    | Ken Rosewall     | 6:2, 6:3                |
| 20. | 20. Januar 1969    | Australian Open (3)                             | Rasen      | Andrés Gimeno    | 6:3, 6:4, 7:5           |
| 21. | 3. Februar 1969    | Philadelphia (1)                                | Teppich    | Tony Roche       | 7:5, 6:4, 6:4           |
| 22. | 3. März 1969       | Los Angeles                                     | Teppich    | Marty Riessen    | 6:4, 10:8               |
| 23. | 1. April 1969      | Johannesburg (1)                                | Teppich    | Tom Okker        | 6:3, 10:8, 6:3          |
| 24. | 25. März 1969      | Anaheim                                         | Teppich    | Ron Holmberg     | 25:10, 26:24, 25:13     |
| 25. | 15. Mai 1969       | New York City                                   | Teppich    | Roy Emerson      | 6:2, 4:6, 6:1           |
| 26. | 26. Mai 1969       | London                                          | Hartplatz  | Ken Rosewall     | 8:6, 6:0                |
| 27. | 26. Mai 1969       | French Open (2)                                 | Sand       | Ken Rosewall     | 6:4, 6:3, 6:4           |
| 28. | 23. Juni 1969      | Wimbledon (4)                                   | Rasen      | John Newcombe    | 6:4, 5:7, 6:4, 6:4      |
| 29. | 9. Juli 1969       | Boston (2)                                      | Hartplatz  | John Newcombe    | 7:5, 6:2, 4:6, 6:1      |
| 30. | 4. August 1969     | St. Louis (1)                                   | Hartplatz  | Fred Stolle      | 7:5, 3:6, 7:5           |
| 31. | 8. August 1969     | Binghamton                                      | Hartplatz  | Pancho Segura    | 7:5, 6:1                |
| 32. | 13. August 1969    | Fort Worth (1)                                  | Hartplatz  | Ken Rosewall     | 6:3, 6:2                |
| 33. | 21. August 1969    | Baltimore                                       | Rasen      | Pancho Gonzales  | 6:3, 3:6, 6:3, 3:6, 9:7 |
| 34. | 27. August 1969    | US Open (2)                                     | Rasen      | Tony Roche       | 7:9, 6:1, 6:2, 6:2      |
| 35. | 17. November 1969  | Wembley (1)                                     | Teppich    | Tony Roche       | 6:4, 6:1, 6:3           |
| 36. | 2. Februar 1970    | Philadelphia (2)                                | Teppich    | Tony Roche       | 6:3, 8:6, 6:2           |
| 37. | 16. März 1970      | Sydney                                          | Rasen      | Ken Rosewall     | 3:6, 6:2, 3:6, 6:2, 6:3 |
| 38. | 24. März 1970      | Johannesburg (2)                                | Hartplatz  | Frew McMillan    | 4:6, 6:2, 6:1, 6:3      |
| 39. | 27. Mai 1970       | St. Louis (2)                                   | Hartplatz  | Ken Rosewall     | 6:1, 6:4                |
| 40. | 15. Juni 1970      | Queen’s Club                                    | Rasen      | John Newcombe    | 6:4, 6:3                |
| 41. | 16. Juli 1970      | Tennis Champions Classic (1)                    | Teppich    | Ken Rosewall     | 6:4, 6:3, 6:3           |
| 42. | 28. Juli 1970      | Louisville                                      | Sand       | John Newcombe    | 6:3, 6:3                |
| 43. | 10. August 1970    | Toronto                                         | Sand       | Roger Taylor     | 6:0, 4:6, 6:3           |
| 44. | 19. August 1970    | Fort Worth (2)                                  | Hartplatz  | Roy Emerson      | 6:3, 7:5                |
| 45. | 24. August 1970    | South Orange                                    | Rasen      | Bob Carmichael   | 6:4, 6:2, 6:2           |
| 46. | 21. September 1970 | Los Angeles (2)                                 | Hartplatz  | John Newcombe    | 4:6, 6:4, 7:6           |
| 47. | 29. September 1970 | Vancouver                                       | Teppich    | Roy Emerson      | 6:2, 6:1, 6:2           |
| 48. | 16. November 1970  | Wembley (2)                                     | Teppich    | Cliff Richey     | 6:3, 6:4, 7:5           |
| 49. | 26. Februar 1971   | London                                          | Teppich    | Nikola Pilić     | 6:4, 6:0, 6:2           |
| 50. | 19. März 1971      | Tennis Champions Classic (2)                    | Teppich    | Tom Okker        | 6:5, 6:2, 6:1           |
| 51. | 26. Februar 1971   | Rom                                             | Sand       | Jan Kodeš        | 7:5, 6:3, 6:3           |
| 52. | 16. August 1971    | Fort Worth (3)                                  | Hartplatz  | Marty Riessen    | 2:6, 6:4, 3:6, 7:5, 6:3 |
| 53. | 21. August 1971    | Hilton Head                                     | Sand       | John Newcombe    | 6:2, 6:4                |
| 54. | 27. September 1971 | Berkeley                                        | Hartplatz  | Ken Rosewall     | 6:4, 6:4, 7:6           |
| 55. | 8. November 1971   | Bologna                                         | Teppich    | Arthur Ashe      | 6:3, 6:4, 6:4           |
| 56. | 2. Februar 1972    | Richmond (1)                                    | Teppich    | Cliff Drysdale   | 2:6, 6:3, 7:5, 6:3      |
| 57. | 8. Februar 1972    | Philadelphia (3)                                | Teppich    | Ken Rosewall     | 4:6, 6:2, 6:2, 6:2      |
| 58. | 13. Februar 1972   | Toronto (1)                                     | Teppich    | Ken Rosewall     | 6:1, 6:4                |
| 59. | 3. April 1972      | Houston (1)                                     | Sand       | Ken Rosewall     | 6:2, 6:4                |
| 60. | 24. April 1972     | Denver                                          | Teppich    | Marty Riessen    | 4:6, 6:3, 6:4           |
| 61. | 15. Januar 1973    | Miami                                           | Hartplatz  | Dick Stockton    | 7:62, 6:3, 7:5          |
| 62. | 30. Januar 1973    | Richmond (2)                                    | Teppich    | Roy Emerson      | 6:4, 6:3                |
| 63. | 11. Februar 1973   | Toronto (2)                                     | Teppich    | Roy Emerson      | 6:3, 6:4                |
| 64. | 12. März 1973      | Hilton Head                                     | Sand       | Stan Smith       | 6:2, 6:4                |
| 65. | 12. März 1973      | World Invitational Tennis Classic               | Teppich    | Stan Smith       | 7:6, 7:5                |
| 66. | 29. Oktober 1973   | Hongkong                                        | Teppich    | Charlie Pasarell | 6:3, 3:6, 6:2, 6:2      |
| 67. | 5. November 1973   | Sydney Indoor                                   | Hartplatz  | John Newcombe    | 3:6, 7:5, 6:3, 3:6, 6:4 |
| 68. | 21. Januar 1974    | Philadelphia (4)                                | Teppich    | Arthur Ashe      | 6:1, 6:4, 3:6, 6:4      |
| 69. | 25. März 1974      | Palm Desert                                     | Hartplatz  | Roscoe Tanner    | 6:4, 6:2                |
| 70. | 8. April 1974      | Tokio                                           | Hartplatz  | Juan Gisbert     | 5:7, 6:2, 6:0           |
| 71. | 15. April 1974     | Houston (2)                                     | Sand       | Björn Borg       | 7:65, 6:2               |
| 72. | 13. Mai 1974       | Las Vegas                                       | Hartplatz  | Marty Riessen    | 6:2, 6:2                |
| 73. | 5. August 1974     | Bretton Woods                                   | Sand       | Harold Solomon   | 6:4, 6:3                |
| 74. | 13. Januar 1975    | San Juan                                        | Sand       | Arthur Ashe      | 6:3, 7:5                |
| 75. | 17. Februar 1975   | Carlsbad                                        | Hartplatz  | Allan Stone      | 6:2, 6:2                |
| 76. | 10. März 1975      | São Paulo                                       | Teppich    | Charlie Pasarell | 6:4, 6:4                |
| 77. | 17. März 1975      | Caracas                                         | Hartplatz  | Raúl Ramírez     | 7:63, 6:2               |
| 78. | 24. März 1975      | Orlando                                         | Hartplatz  | Vitas Gerulaitis | 6:3, 6:4                |

#### Finalteilnahmen
| Nr  | Datum             | Turnier                           | Platzbelag | Finalgegner     | Ergebnis                 |
| --- | ----------------- | --------------------------------- | ---------- | --------------- | ------------------------ |
| 1.  | 22. Juni 1959     | Wimbledon (1)                     | Rasen      | Alex Olmedo     | 4:6, 3:6, 4:6            |
| 2.  | 20. Juni 1960     | Wimbledon (2)                     | Rasen      | Neale Fraser    | 4:6, 6:3, 7:9, 5:7       |
| 3.  | 20. Juni 1960     | U.S. National Championships (1)   | Rasen      | Neale Fraser    | 4:6, 4:6, 8:10           |
| 4.  | 5. September 1961 | Australian Championships          | Rasen      | Roy Emerson     | 6:1, 3:6, 5:7, 4:6       |
| 5.  | 28. August 1961   | U.S. National Championships (2)   | Rasen      | Roy Emerson     | 5:7, 3:6, 2:6            |
| 6.  | 22. April 1968    | Bournemouth                       | Sand       | Ken Rosewall    | 6:3, 2:6, 0:6, 3:6       |
| 7.  | 27. Mai 1968      | French Open                       | Sand       | Ken Rosewall    | 3:6, 1:6, 6:2, 2:6       |
| 8.  | 17. Juli 1968     | Los Angeles                       | Teppich    | Pancho Gonzales | 6:1, 3:6, 4:6            |
| 9.  | 4. November 1968  | Buenos Aires                      | Sand       | Roy Emerson     | 7:9, 4:6, 4:6            |
| 10. | 13. Januar 1969   | Sydney                            | Rasen      | Tony Roche      | 4:6, 6:4, 7:9, 10:12     |
| 11. | 29. Januar 1969   | Auckland                          | Rasen      | Tony Roche      | 1:6, 4:6, 6:4, 3:6       |
| 12. | 13. Februar 1969  | Hollywood                         | Sand       | Tony Roche      | 3:6, 7:9, 4:6            |
| 13. | 23. Februar 1969  | Oakland                           | Teppich    | Tony Roche      | 6:4, 4:6, 9:11           |
| 14. | 7. November 1969  | Barcelona                         | Sand       | Andrés Gimeno   | 8:10, 6:2, 6:3, 4:6, 1:6 |
| 15. | 25. Februar 1970  | Los Angeles                       | Teppich    | Dennis Ralston  | 5:7, 6:4, 1:6            |
| 16. | 13. Mai 1970      | Las Vegas                         | Hartplatz  | Pancho Gonzales | 1:6, 5:7, 7:5, 3:6       |
| 17. | 8. Juni 1970      | Bristol                           | Rasen      | Nikola Pilić    | 3:6, 6:1, 3:6            |
| 18. | 6. Juli 1970      | Dublin                            | Rasen      | Tony Roche      | 3:6, 1:6                 |
| 19. | 3. August 1970    | Boston                            | Hartplatz  | Tony Roche      | 6:3, 4:6, 6:1, 2:6, 2:6  |
| 20. | 19. Oktober 1970  | Barcelona                         | Sand       | Manuel Santana  | 4:6, 3:6, 4:6            |
| 21. | 7. Dezember 1970  | Masters                           | Teppich    | Stan Smith      | 6:4, 3:6, 4:6            |
| 22. | 9. Februar 1971   | Philadelphia                      | Teppich    | John Newcombe   | 6:75, 6:71, 4:6          |
| 23. | 29. März 1971     | Miami                             | Hartplatz  | Cliff Drysdale  | 2:6, 4:6, 6:3, 4:6       |
| 24. | 26. Juli 1971     | Quebec (1)                        | Teppich    | Tom Okker       | 3:6, 6:7, 7:6, 1:6       |
| 25. | 23. Oktober 1971  | Wembley                           | Teppich    | Ilie Năstase    | 6:3, 3:6, 6:3, 4:6, 4:6  |
| 26. | 19. November 1971 | WCT Finals (1)                    | Teppich    | Ken Rosewall    | 4:6, 6:1, 6:7, 6:7       |
| 27. | 9. April 1972     | Quebec (2)                        | Teppich    | Marty Riessen   | 5:7, 2:6, 5:7            |
| 28. | 8. Mai 1972       | WCT Finals (2)                    | Teppich    | Ken Rosewall    | 4:6, 6:1, 6:7, 6:7       |
| 29. | 19. März 1973     | Atlanta                           | Teppich    | Stan Smith      | 3:6, 4:6                 |
| 30. | 26. März 1973     | St. Louis                         | Teppich    | Stan Smith      | 4:6, 6:3, 4:6            |
| 31. | 8. April 1973     | Brüssel                           | Teppich    | Stan Smith      | 2:6, 4:6, 1:6            |
| 32. | 20. Oktober 1973  | World Invitational Tennis Classic | Sand       | Ilie Năstase    | 7:5, 6:7, 4:6            |

### Doppel

#### Turniersiege
| Nr  | Datum              | Turnier                                           | Platzbelag  | Partner        | Finalgegner                     | Ergebnis                 |
| --- | ------------------ | ------------------------------------------------- | ----------- | -------------- | ------------------------------- | ------------------------ |
| 1.  | 16. Januar 1959    | Australian Championships (1)                      | Rasen       | Bob Mark       | Don Candy Bob Howe              | 9:7, 6:4, 6:2            |
| 2.  | 22. Januar 1960    | Australian Championships (2)                      | Rasen       | Bob Mark       | Roy Emerson Neale Fraser        | 1:6, 6:2, 6:4, 6:4, 6:4  |
| 3.  | 17. Januar 1961    | Australian Championships (3)                      | Rasen       | Bob Mark       | Roy Emerson Martin Mulligan     | 6:3, 7:5, 3:6, 9:11, 6:2 |
| 4.  | 15. Mai 1961       | Internationale französische Tennismeisterschaften | Sand        | Roy Emerson    | Bob Howe Bob Mark               | 3:6, 6:1, 6:4            |
| 5.  | 22. April 1968     | Bournemouth                                       | Sand        | Roy Emerson    | Andrés Gimeno Pancho Gonzales   | 8:6, 4:6, 6:3, 6:2       |
| 6.  | 20. Januar 1959    | Australian Open (4)                               | Rasen       | Roy Emerson    | Ken Rosewall Fred Stolle        | 6:4, 6:4, 6:4            |
| 7.  | 24. November 1969  | Stockholm                                         | Hartplatz   | Roy Emerson    | Andrés Gimeno Graham Stilwell   | 6:4, 6:2                 |
| 8.  | 3. August 1970     | Boston (1)                                        | Hartplatz   | Roy Emerson    | Ismail El Shafei Torben Ulrich  | 6:1, 7:6                 |
| 9.  | 21. Juni 1971      | Wimbledon                                         | Rasen       | Roy Emerson    | Arthur Ashe Dennis Ralston      | 4:6, 9:7, 6:8, 6:4, 6:4  |
| 10. | 1. August 1971     | Quebec                                            | Hartplatz   | Roy Emerson    | Tom Okker Marty Riessen         | 7:6, 6:3                 |
| 11. | 8. August 1971     | Boston (2)                                        | Hartplatz   | Roy Emerson    | Tom Okker Fred Stolle           | 6:4, 6:4                 |
| 12. | 27. September 1971 | Berkeley                                          | Hartplatz   | Roy Emerson    | Ken Rosewall Marty Riessen      | 6:3, 6:3                 |
| 13. | 10. Oktober 1971   | Vancouver                                         | Hartplatz   | Roy Emerson    | John Alexander Phil Dent        | 6:3, 7:6                 |
| 14. | 3. April 1972      | Houston (1)                                       | Sand        | Roy Emerson    | Ken Rosewall Fred Stolle        | 6:3, 6:3                 |
| 15. | 1. Mai 1972        | Las Vegas                                         | Hartplatz   | Roy Emerson    | John Newcombe Tony Roche        | kampflos                 |
| 16. | 15. Januar 1973    | Miami                                             | Hartplatz   | Roy Emerson    | Terry Addison Colin Dibley      | 6:4, 6:4                 |
| 17. | 22. Januar 1973    | Carlsbad                                          | Hartplatz   | Roy Emerson    | Nikola Pilić Allan Stone        | 6:7, 6:3, 6:4            |
| 18. | 30. Januar 1973    | Richmond                                          | Teppich     | Roy Emerson    | Terry Addison Colin Dibley      | 3:6, 6:3, 6:4            |
| 19. | 19. März 1973      | Atlanta                                           | Teppich     | Roy Emerson    | Bob Maud Andrew Pattison        | 7:6, 6:3                 |
| 20. | 23. April 1973     | Göteborg                                          | Teppich     | Roy Emerson    | Nikola Pilić Allan Stone        | 6:7, 6:4, 6:1            |
| 21. | 23. Juli 1973      | Bretton Woods (1)                                 | Sand        | Fred Stolle    | Bob Carmichael Frew McMillan    | 7:6, 4:6, 7:5            |
| 22. | 20. August 1973    | Toronto                                           | Sand        | Ken Rosewall   | Owen Davidson John Newcombe     | 7:5, 7:6                 |
| 23. | 22. Oktober 1973   | Teheran                                           | Sand        | John Newcombe  | Ross Case Geoff Masters         | 7:6, 6:2                 |
| 24. | 29. Oktober 1973   | Hongkong                                          | Hartplatz   | Colin Dibley   | Paul Gerken Brian Gottfried     | 6:3, 5:7, 17:15          |
| 25. | 5. November 1973   | Sydney Indoor                                     | Hartplatz   | John Newcombe  | Mal Anderson Ken Rosewall       | 7:6, 6:2                 |
| 26. | 15. April 1974     | Houston (2)                                       | Sand        | Colin Dibley   | Arthur Ashe Roscoe Tanner       | 4:6, 7:6, 6:4            |
| 27. | 13. Mai 1974       | Las Vegas                                         | Hartplatz   | Roy Emerson    | Frew McMillan John Newcombe     | 6:7, 6:4, 6:4            |
| 28. | 11. August 1974    | Bretton Woods (2)                                 | Sand        | Jeff Borowiak  | Georges Goven François Jauffret | 6:3, 6:2                 |
| 29. | 14. April 1975     | Denver                                            | Teppich     | Roy Emerson    | Bob Carmichael Allan Stone      | 6:2, 3:6, 7:5            |
| 30. | 26. Januar 1976    | Philadelphia                                      | Teppich     | Dennis Ralston | Bob Hewitt Frew McMillan        | 7:66, 7:63               |
| 31. | 29. Februar 1976   | Rotterdam                                         | Teppich (i) | Frew McMillan  | Arthur Ashe Tom Okker           | 6:1, 6:74, 7:65          |
| 32. | 26. Januar 1976    | Houston (1)                                       | Sand        | Ken Rosewall   | Charlie Pasarell Allan Stone    | 6:4, 6:2                 |

#### Finalteilnahmen
| Nr  | Datum             | Turnier                         | Platzbelag | Partner       | Finalgegner                   | Ergebnis                |
| --- | ----------------- | ------------------------------- | ---------- | ------------- | ----------------------------- | ----------------------- |
| 1.  | 22. Juni 1959     | Wimbledon                       | Rasen      | Bob Mark      | Roy Emerson Neale Fraser      | 6:8, 3:6, 16:14, 7:9    |
| 2.  | 2. September 1960 | U.S. National Championships (1) | Rasen      | Bob Mark      | Roy Emerson Neale Fraser      | 7:9, 2:6, 4:6           |
| 3.  | 27. Mai 1968      | French Open (1)                 | Sand       | Roy Emerson   | Ken Rosewall Fred Stolle      | 3:6, 4:6, 3:6           |
| 4.  | 26. Mai 1969      | French Open (2)                 | Sand       | Roy Emerson   | John Newcombe Tony Roche      | 6:4, 1:6, 6:3, 4:6, 4:6 |
| 5.  | 27. Mai 1970      | St. Louis                       | Hartplatz  | Roy Emerson   | Andrés Gimeno John Newcombe   | 4:6, 2:6                |
| 6.  | 28. Juli 1970     | Louisville                      | Sand       | Roy Emerson   | John Newcombe Tony Roche      | 6:8, 7:5, 4:6           |
| 7.  | 30. August 1970   | South Orange                    | Rasen      | Andrés Gimeno | Patricio Cornejo Jaime Fillol | 6:3, 6:7, 6:7           |
| 8.  | 2. September 1970 | US Open (2)                     | Rasen      | Roy Emerson   | Pierre Barthes Nikola Pilić   | 3:6, 6:7, 6:4, 6:7      |
| 9.  | 29. März 1971     | Miami                           | Hartplatz  | Roy Emerson   | John Newcombe Tony Roche      | 6:7, 6:7                |
| 10. | 11. Oktober 1971  | Köln                            | Teppich    | Roy Emerson   | Tom Okker Marty Riessen       | 7:6, 6:3, 6:7, 3:6, 4:6 |
| 11. | 13. Februar 1972  | Toronto (1)                     | Teppich    | Roy Emerson   | Bob Carmichael Ray Ruffels    | 4:6, 6:4, 4:6           |
| 12. | 28. Februar 1972  | Hollywood                       | Sand       | Roy Emerson   | Tom Okker Marty Riessen       | 5:7, 4:6                |
| 13. | 13. März 1972     | Chicago                         | Sand       | Roy Emerson   | Tom Okker Marty Riessen       | 2:6, 3:6                |
| 14. | 5. Februar 1973   | Philadelphia                    | Teppich    | Roy Emerson   | Brian Gottfried Dick Stockton | 6:4, 3:6, 4:6           |
| 15. | 11. Februar 1973  | Toronto (2)                     | Teppich    | Roy Emerson   | John Alexander Phil Dent      | 6:3, 4:6, 4:6, 2:6      |
| 16. | 23. August 1973   | US Open (3)                     | Rasen      | Roy Emerson   | Owen Davidson John Newcombe   | 5:7, 6:2, 5:7, 5:7      |

### Mixed

#### Turniersiege
| Nr | Datum         | Turnier                                           | Platzbelag | Partnerin    | Finalgegner               | Ergebnis        |
| -- | ------------- | ------------------------------------------------- | ---------- | ------------ | ------------------------- | --------------- |
| 1. | 22. Juni 1959 | Wimbledon (1)                                     | Rasen      | Darlene Hard | Maria Bueno Neale Fraser  | 6:4, 6:3        |
| 2. | 20. Juni 1960 | Wimbledon (2)                                     | Rasen      | Darlene Hard | Maria Bueno Bob Howe      | 13:11, 3:6, 8:6 |
| 3. | 15. Mai 1961  | Internationale französische Tennismeisterschaften | Sand       | Darlene Hard | Věra Suková Jiří Javorský | 6:0, 2:6, 6:3   |

#### Finalteilnahmen
| Nr | Datum           | Turnier                                     | Platzbelag | Partnerin       | Finalgegner               | Ergebnis        |
| -- | --------------- | ------------------------------------------- | ---------- | --------------- | ------------------------- | --------------- |
| 1. | 16. Januar 1959 | Australian Championships                    | Rasen      | Renée Schuurman | Sandra Reynolds Bob Mark  | 6:4, 11:13, 1:6 |
| 2. | 31. Mai 1959    | Internationale französische Meisterschaften | Rasen      | Renée Schuurman | Yola Ramírez Billy Knight | 4:6, 4:6        |

## Auszeichnungen
- Im Jahr 1981 wurde Rod Laver in die Hall of Fame des internationalen Tennissports aufgenommen.
- 2016 wurde Rod Laver zum Companion of the Order of Australia ernannt.[3]

## Namensgebungen
- Im Jahr 2000 wurde die Rod Laver Arena in Melbourne nach ihm benannt. Die Rod Laver Arena ist der Center Court bei den Australian Open.
- Der Laver Cup, ein seit 2017 stattfindender Tennis-Vergleichswettbewerb zwischen Europa und dem Rest der Welt ähnlich dem Ryder Cup im Golf, ist nach Rod Laver benannt.[4][5]
- Ein Schuhmodell von Adidas wurde nach ihm benannt.